# Hergershausen

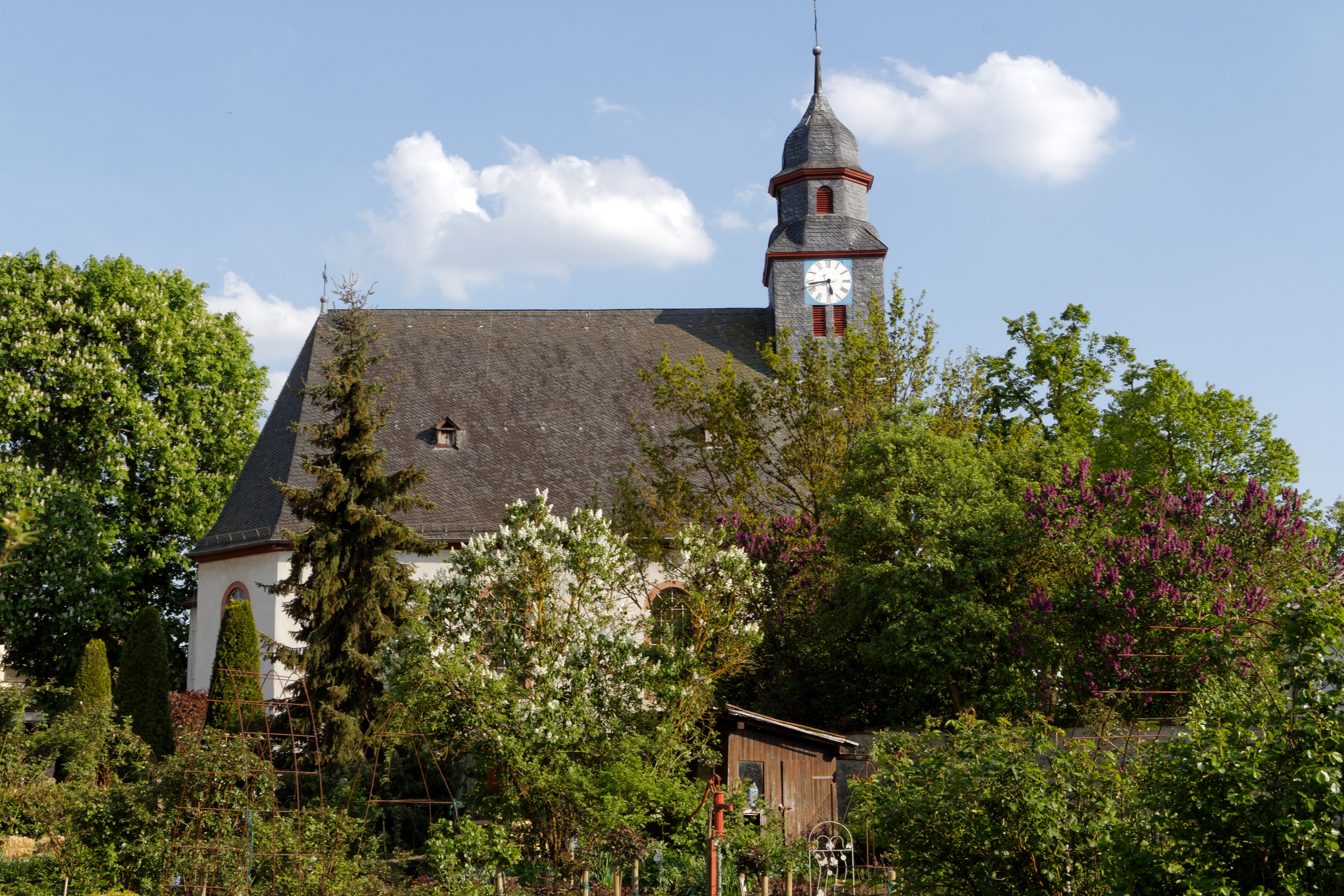
Protestantse kerk Hergershausen

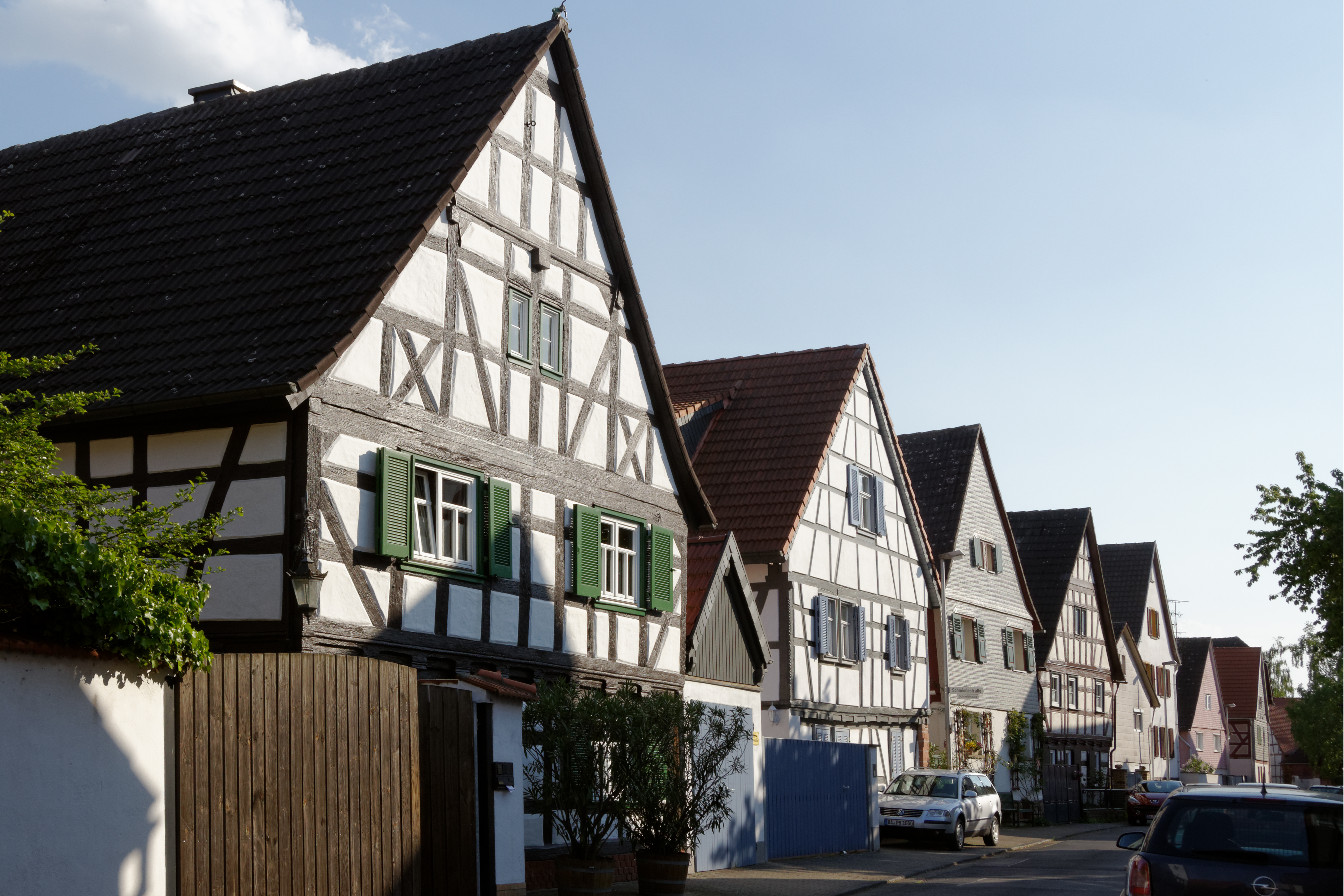
Vakwerkhuizen in de Breite Straße

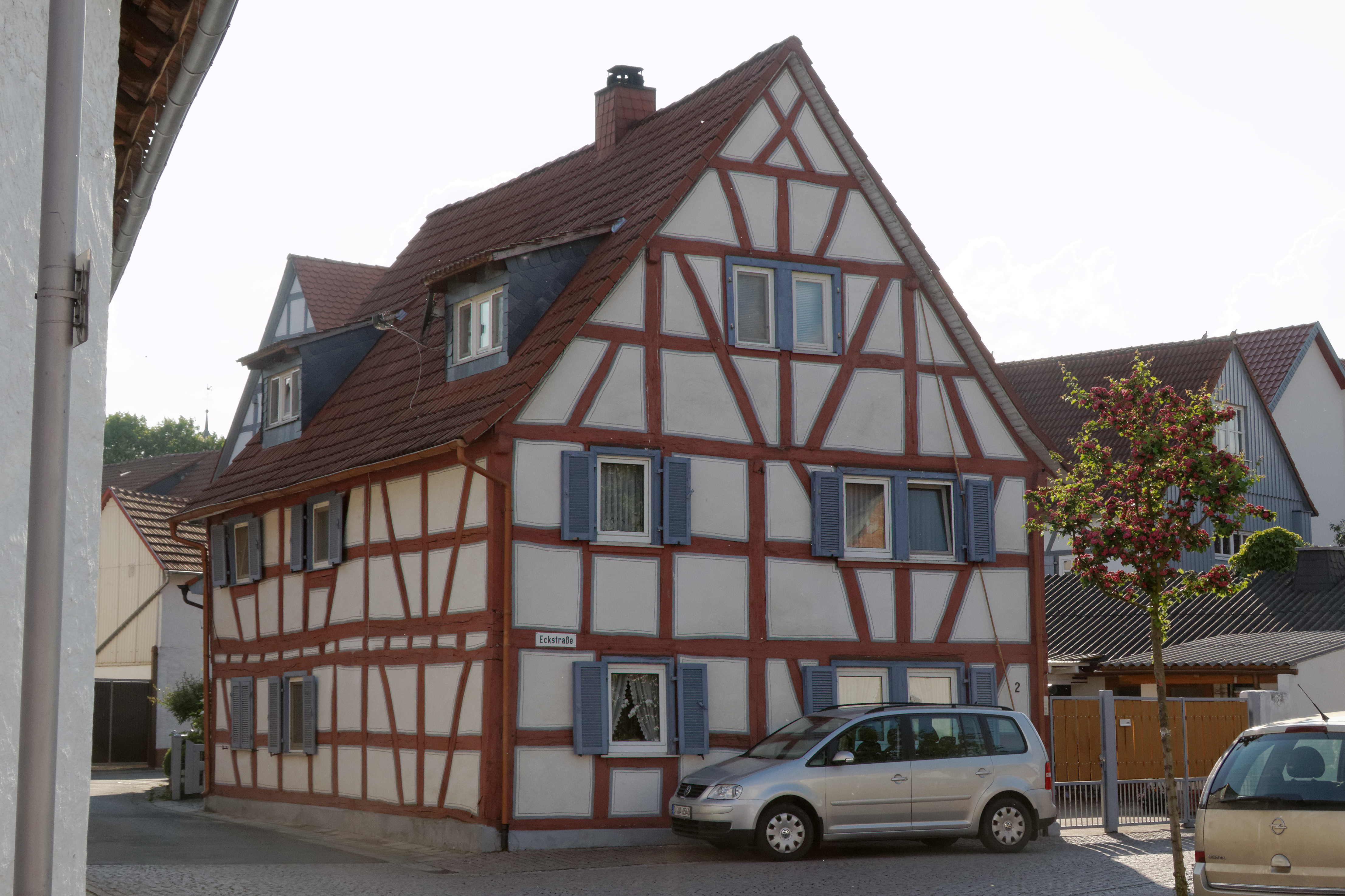
Vakwerkhuizen in de Eckstraße

Hergershausen is de grootste van de vijf wijken in de gemeente Babenhausen in de zuidelijke Hessische Landkreis Darmstadt-Dieburg.

## Geografische ligging
De plaats bevindt zich in de Landkreis Darmstadt-Dieburg in de voormalige regio Starkenburg, aan de eerste uitlopers van de noordelijke Odenwald, ongeveer 7 km ten noordoosten van Dieburg, aan de Gersprenz, op een hoogte van 130 m boven zeeniveau. De structuur van het clusterdorp met voornamelijk gevelrijke vakwerkhuizen uit de 17e en 18e eeuw is goed bewaard gebleven.

## Geschiedenis

### Prehistorie en vroege geschiedenis

#### Bronstijd
Afgezien van botvondsten kan de eerste nederzetting van Hergershausen in de bronstijd worden aangetoond aan de hand van een grafheuvel op de Haugsahl, ten westen van Hergershausen. De eerste vondsten van voorwerpen dateren uit de tijd van de Urnenveldencultuur (1200-800 v.Chr.). De Urnenveldencultuur kenmerkt zich doordat de doden niet in grafheuvels, maar in urnen door crematie werden begraven. Zo werden de volgende keramische voorwerpen gevonden in brandgraven:
- vijf buikige kommen met een getordeerde wand,
- een kegelbeker,
- een schouderbeker,
- een cilinderhalsbeker,
- een cilinderhalsurn van 40,5 cm hoog

Uit de La Tène-periode zijn in de buurt van het waterwerk van Hergershausen een ring en twee lange botfragmenten gevonden. Sommige van deze voorwerpen zijn tentoongesteld in het museum Schloss Fechenbach in Dieburg.

#### Romeinse tijd
Tijdens de Romeinse tijd liep er een Romeinse weg door het gebied van Hergershausen, die het Romeinse fort in Dieburg verbond met Seligenstadt. Zo werden er vondsten gedaan in Romeinse urngraven langs de wegen richting Eppertshausen en Sickenhofen, evenals ten noorden van Hergershausen. De belangrijkste vondst was echter de Hergershausener Priapus. Een 25 cm hoog terracotta standbeeld op een voetstuk, gekleed in een tunica en met een mand gevuld met fruit in de handen.

### Middeleeuwen

#### Eerste vermelding
Hergershausen werd voor het eerst genoemd in 1260 als gevolg van een uitwisseling van rente-inkomsten. Abt Rudolf van het Stift St. Alban voor Mainz ruilde de rente-inkomsten van 2 schillingen uit Heregerishusen en Großostheim met de gelijkwaardige, dichter bij Mainz gelegen inkomsten van de jood Anselm met de Baard in Mainz. De uitwisseling werd afgehandeld via het Stift St. Peter en Alexander in Aschaffenburg. Het document is bekrachtigd met het zegel van abt Rudolf. Verwijzingen naar deze uitwisseling zijn te vinden in het necrologie van het Stift (1267/68) en in het Kammerzinsregister (1283).

#### Naam Hergershausen
De naam Hergershausen is waarschijnlijk afgeleid van een huis of nederzetting van een man genaamd Herigar. Naar de naam te oordelen is het dus waarschijnlijk een Karolingische stichting (687-814 n. Chr.). In de loop der tijd werd de plaats in historische documenten genoemd met verschillende namen (tussen haakjes het jaar van vermelding).
- Heregerishusin (1260);
- Hergerishusin (1283);
- Hergershusin (1340);
- Hergirshusen (1355);
- Hergetshausen (1369);
- Hergershusen (1371);
- Hergirshusen (1388);
- Hirginshusen (1405);
- Herngeßhusen (1435);
- Hirgerßhußen (1467);
- Hergerßhausen (1545).

#### De middeleeuwse geschiedenis

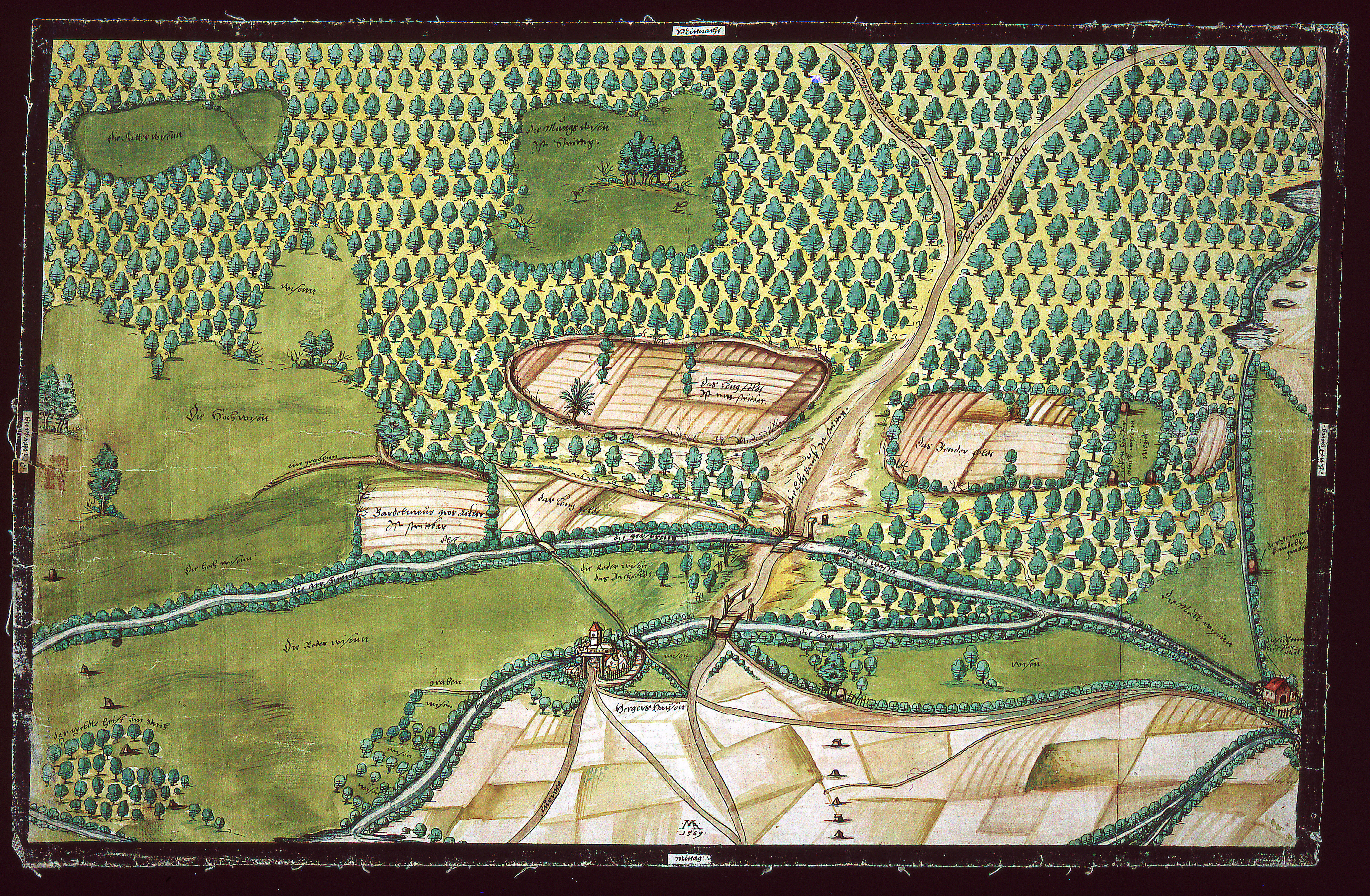
Kaart van Hergershausen en omgeving

Kaart van Babenhausen en omgeving

Het dorp kwam waarschijnlijk in het bezit van de graven van Hanau door het huwelijk van Adelheid van Münzenberg, dochter van Ulrich I van Münzenberg, met Reinhard I van Hanau, dat vóór 1245 plaatsvond (het exacte jaar is niet bekend). Het behoorde tot het ambt Babenhausen van de heerlijkheid en later graafschap Hanau en vanaf 1456 tot het graafschap Hanau-Lichtenberg. Bovendien maakte het deel uit van de Babenhäuser Mark.
Een van de oudste bewaarde vermeldingen van het dorp dateert uit 1340, toen Culmann en Hille Hartrad van Oswald, Johann en Hermann Groschlag een geldboete van één pond Heller ontvingen in Hergershausen. Deze vermelding gold vóór de ontdekking van de nieuwe eerste vermelding uit 1260 als de eerste vermelding van Hergershausen. Destijds was het dorp waarschijnlijk al als leengoed door Hanau aan de Groschlags van Dieburg verleend.
In 1368 ruilden de Groschlags rechten met de graven van Hanau uit. Zo kregen ze het dorpshof, het herbergrecht, het slachtrecht en het recht om de banwijn te schenken.
In 1426 overhandigde graaf Reinhart II van Hanau Hergershausen aan de broers Heinrich en Henne von Groschlag als leen, met al zijn toebehoren (gerecht, akkers, weilanden, weiden en onderdanen).
In 1438 verpandden de von Groschlags het leen Hergershausen met al zijn toebehoren en andere omliggende plaatsen aan de graven Johann III en Philipp I van Katzenelnbogen. De erfgenamen van de graven van Katzenelnbogen waren het landgraafschap Hessen(-Darmstadt).
De daaropvolgende jaren werden gedomineerd door geschillen tussen de graven van Hanau-Lichtenberg en de von Groschlags, die elke mogelijkheid probeerden te benutten om meer rechten voor hun leen te krijgen. Zo probeerde Oswald Groschlag in 1504 zich los te maken van het gezag van de graven van Hanau-Lichtenberg en onder de heerschappij van de keurvorst van Mainz te komen. Hij wilde gebruikmaken van de gelegenheid die ontstond door de dood van Filips II en de rijksban van zijn zoon Filips III uitgesproken door de keizer. Het plan mislukte na de verzoening van Filips III met keizer Maximiliaan I.

### Vroegmoderne tijd

#### 16e eeuw
Van 1510 tot 1552 kochten de inwoners van Hergershausen het burgrecht in Frankfurt am Main, wat betekende dat bij gevaar de bewoners van Hergershausen en Sickenhofen bescherming achter de stadsmuur van Frankfurt konden zoeken. Waarom precies het zo ver weg gelegen Frankfurt werd gekozen, is onduidelijk. Het burgrecht werd na 52 jaar weer aan de bewoners van Hergershausen en Sickenhofen ontnomen, omdat zij hun verplichtingen, waaronder het onderhoud van de vesting, niet meer nakwamen.
In 1544 bekeerde graaf Philipp IV van Hanau-Lichtenberg zich officieel tot het lutheranisme en gaf nog in hetzelfde jaar opdracht aan Erasmus Alberus om het ondergraafschap Babenhausen en daarmee ook Hergershausen te bekeren. Enkele Hergershäuser gingen vervolgens naar de protestantse kerk van Sickenhofen, omdat in Hergershausen alleen een filiaalkerk van het katholieke Dieburg bestond. Men kan dus tot ongeveer 1600 van een parallelle werking van de religies spreken.
In 1546 gaf landgraaf Philipp I van Hessen-Darmstadt voor 2500 gulden zijn pandrechten op Hergershausen en Sickenhofen op, zodat de von Groschlags weer volledige eigenaren van hun leen waren. Historische kaart van Hergershausen en omgeving, gemaakt in 1569
In 1547 startte de katholieke Philipp von Groschlag een poging om zichzelf en zijn leen, waaronder ook Hergershausen en Sickenhofen, met behulp van een vrijheidsbrief met het zegel van keizer Karel V los te maken van de protestantse graaf en leenheer Philipp IV van Hanau-Lichtenberg. In 1551 zette keizer Karel V zich in voor de afhandeling van de kwestie bij het Rijkskamergerecht. De zaak werd in 1554 met een schikking tussen Philipp IV van Hanau-Lichtenberg en Philipp von Groschlag beslecht, die in 1564 overleed.

#### 17e eeuw
Tijdens de Dertigjarige Oorlog maakten de Groschlags gebruik van de chaos van de oorlog om meer rechten te verkrijgen. In 1631 eiste Johann Philipp von Groschlag herendiensten van de burgers van Hergershäusern en Sickenhofen, maar deze weigerden gezamenlijk. Michael Kratz uit Hergershäuser werd gezien als de leider van de opstand en werd 10 dagen in hechtenis genomen in het Groschlagsche Hof in Dieburg. De ambtenaar van Hanau-Lichtenberg liet echter duidelijk weten dat deze actie zonder toestemming van de graaf had plaatsgevonden en daarom onwettig was.
Van augustus tot oktober 1631 blijkt uit documenten dat de plaatsen Hergershausen en Sickenhofen 10 keizerlijke ruiters en de keizerlijke troepen van kolonel-luitenant von Meuen en kolonel Ennet voorzagen.
In 1632 verdreven de troepen van de graaf van Isenburg, die met de Zweden was verbonden, de keizerlijke troepen uit de Mark Babenhausen.
In 1635 begon de zwaarste tijd voor de burgers van Hergershausen. In het midden van februari kwam een compagnie Zweden met 60 ruiters in Babenhausen. Op 25 februari 1635 werd de stad belegerd door graaf Philipp von Mansfeld. De belegering was onsuccesvol. Een laatste aanval werd uitgevoerd op 28 maart 1635, maar deze werd afgeslagen door de Zweden. Graaf Philipp von Mansfeld trok daaropvolgend met verliezen van 350 man weg, maar voordat hij dat deed, stak hij de Konfurter-molen in brand, wat leidde tot hongersnood in de stad. De belegering van Babenhausen is in zoverre belangrijk voor Hergershausen, omdat veel burgers uit de omliggende dorpen in Babenhausen bescherming zochten achter de stadsmuren. Een lijst van het kantoor van Babenhausen uit september 1635 vermeldt 18 overlevende Hergershäuser namen.
Vanaf 1636 stond het hele kantoor van Babenhausen en dus ook Hergershausen onder de bezetting van Kurmainz. De keurvorst en tevens aartsbisschop van Mainz probeerde het kantoor van Babenhausen permanent in zijn heerschappij op te nemen en zo een landverbinding tussen het Kurmainzische Dieburg en de Kurmainzische tweede residentie Aschaffenburg tot stand te brengen. Na langdurige onderhandelingen verlieten de Mainzers echter in 1647 het kantoor van Babenhausen weer en behoorde Babenhausen weer tot de graafschap Hanau-Lichtenberg.
In 1647 trok een Frans regiment door Hergershausen en stal de laatste kerkklok van de Hergershäuser-kerk die boven het koor hing.
Na het einde van de Dertigjarige Oorlog in 1648 waren grote delen van de Mark Babenhausen verwoest en moesten opnieuw worden opgebouwd. Er was een tekort aan geld, voedsel en vee. De regio herstelde zich langzaam. Pas na de eerste helft van de 18e eeuw zal het vermogen en de bevolkingsomvang weer op het niveau van vóór de oorlog zijn gekomen. Door graaf Friedrich Casimir von Hanau-Lichtenberg verloor Babenhausen zijn status als residentiestad van de graaf, wat de langzamere ontwikkeling van de regio verder bevorderde.
In 1688 werd in een verdrag tussen Philipp Reinhard van Hanau-Münzenberg en Johann Philipp Ernst Freiherr van Groschlag duidelijk gemaakt dat het recht van Groschlag alleen geldt aan de zuidzijde van de Gersprenz.
In 1698 werd met betrekking tot het verdrag van 1688 de Gersprenz als noordgrens tussen het Amt Babenhausen en het leengoed van Hergershausen en Sickenhofen van Groschlag vastgesteld.

### Nieuwe tijd

#### 18e eeuw
In 1706 trokken Russische troepen door Hergershausen, die door Zweden uit Saksen werden verdreven.
In 1709 sloot Johann Philipp Ernst Freiherr van Groschlag een verdrag met de inwoners van Hergershausen en Sickenhofen over de jaarlijks te betalen belastingen en de te verrichten herendiensten. Door dit verdrag werd duidelijk dat de Groschlage zich niet langer alleen als leenmannen, maar al bijna als eigenaren van de dorpen beschouwden, omdat ze door het recht om belastingen te heffen een fundamenteel landsrecht claimden dat eigenlijk aan de graven van Hanau-Münzenberg zou moeten toekomen. Zo noemde Friedrich Karl Freiherr van Groschlag zich in 1772 zelfverzekerd Heer van Hergershausen.
In 1711/12 werd de nog steeds gebruikte evangelische kerk opnieuw gebouwd en ingewijd.
Na de dood van de laatste graaf van Hanau, Johan Reinhard III in 1736, erfde landgraaf Friedrich I van Hessen-Kassel op basis van een erfverdrag uit 1643 het graafschap Hanau-Münzenberg. Door de intestaterfopvolging viel het graafschap Hanau-Lichtenberg aan de zoon van de enige dochter van Johann Reinhard III, landgraaf Ludwig IX van Hessen-Darmstadt. Omstreden tussen de twee erfgenamen was de vraag of het ambt Babenhausen en zijn dorpen tot Hanau-Münzenberg of tot Hanau-Lichtenberg behoorden, wat leidde tot decennialange erfgeschillen tussen de landgraven van Hessen-Darmstadt en Hessen-Kassel.
Tijdens de Oostenrijkse Successieoorlog van 1740 tot 1748 werden het gebied en ook Hergershausen herhaaldelijk door Oostenrijkse en Franse troepen doorkruist. Deze moesten van voedsel worden voorzien en soms waren er ook hand- en trekkracht nodig.
Tijdens de Zevenjarige Oorlog van 1756 tot 1763 moesten de bewoners van de dorpen ook Franse troepen van voedsel voorzien.
In 1771 kwamen de landgraven van Hessen-Kassel en Hessen-Darmstadt in de zogenaamde Partitieverdrag, de Celler Vergleich, overeen dat de twee dorpen onder gemeenschappelijk bestuur stonden en dat ze elk jaar afwisselend bijdragen aan de landsheer moesten betalen. De Groschlage behielden het leen tot de Aperturfall, het uitsterven van de mannelijke lijn van de Groschlags.
In 1799 stierf Friedrich Carl Willibald, de laatste mannelijke Groschlag. De erfenis, inclusief het landgoed in Hergershausen en Sickenhofen, ging naar zijn zus Philippine Gabriele Sophie von Groschlag. De Hessische landgraven van Hessen-Kassel en Hessen-Darmstadt gaven echter het leen van Hergershausen en Sickenhofen niet over aan Philippine Gabriele Sophie von Groschlag en haar erfgenamen, omdat ze ontevreden waren over het feit dat de Groschlags Hergershausen en Sickenhofen effectief als hun eigendom beschouwden.

#### 19e eeuw
Op 8 maart 1800 trokken soldaten van Hessen-Kassel Sickenhofen binnen en soldaten van Hessen-Darmstadt Hergershausen, om hun soevereiniteitsrechten te handhaven.
Op 31 december 1802 kwam men overeen over de som van de compensatie voor de permanente afstand van het leen van Hergershausen en Sickenhofen.
Op 26 augustus 1803 vond de ceremoniële overdracht van Hergershausen aan Hessen-Kassel plaats, omdat de volledige leenheerlijke rechten over Hergershausen aan Hessen-Kassel waren toegekend.
In 1805 was een eskadron Franse jagers met 66 man en 68 paarden ingekwartierd in Hergershausen als gevolg van de Tweede Coalitieoorlog. Later volgde nog een regiment huzaren.
In 1806 werd het ambt Babenhausen en daarmee ook Hergershausen door de Fransen bezet, omdat keuvorst Wilhelm I van Hessen-Kassel weigerde toe te treden tot de Rijnbond.
In 1810 sloot het nieuw opgerichte Groothertogdom Hessen (Darmstadt) onder Groothertog Ludwig I een staatsverdrag met Frankrijk, waarbij het ambt Babenhausen en daarmee ook Hergershausen werden opgenomen in het groothertogdom. Dit werd bevestigd na de definitieve nederlaag van Napoleon.
In 1812 trokken ook Hergershausenaren als bondgenoten van Frankrijk in het groothertogelijk Hessisch leger mee met de Veldtocht van Napoleon naar Rusland. Zo kwam bijvoorbeeld Johann Conrad Ackermann uit Hergershausen om het leven in Vjazma tijdens de mars naar Moskou.
In 1813 trad het Groothertogdom Hessen uit de Rijnbond. Het was in die tijd een doorgangsgebied voor verschillende troepen. Zo waren er bijvoorbeeld in oktober 1813 Russische soldaten ingekwartierd in Hergershausen en Sickenhofen.
In 1866 vochten Hergershauseners aan de zijde van Oostenrijk in de Oostenrijks-Pruisische Oorlog. Tegelijkertijd waren Hessen-troepen ingekwartierd in Hergershausen. Na de gewonnen strijd van Laufach/Fronhofen werd de Kreis Dieburg en dus ook Hergershausen bezet door Pruisische troepen.

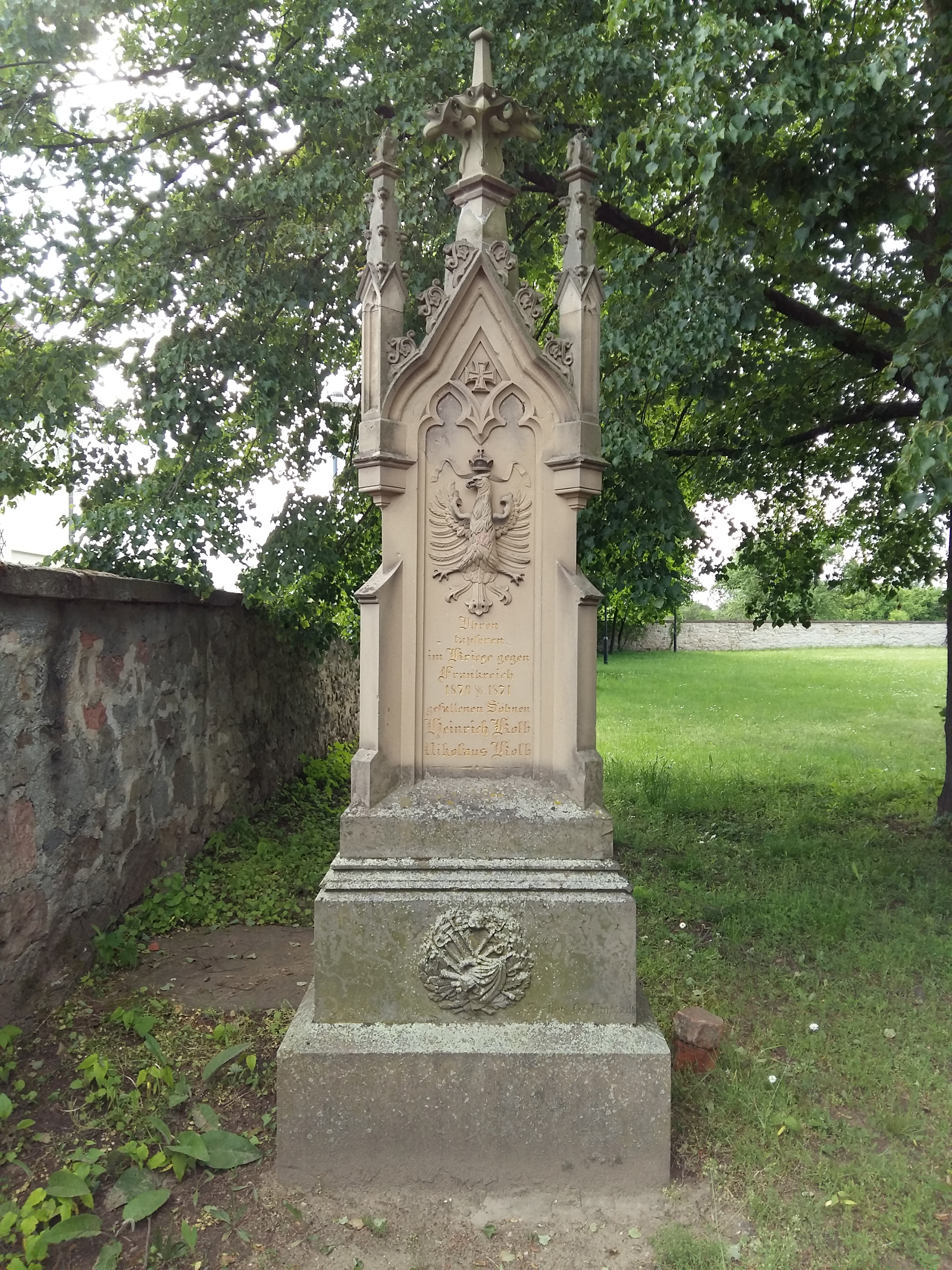
Monument voor de gevallenen en degenen die deelnamen aan de Frans-Pruisische oorlog op de binnenplaats van de Evangelische Kerk

In 1870/71 vochten veel Hergershauseners mee in de Frans-Duitse Oorlog. Voor de deelnemers en gevallenen van de oorlog is er vandaag de dag nog een monument in de binnenplaats van de evangelische kerk in Hergershausen.
Sinds 1872 werd ook tot het einde van het Duitse Keizerrijk op 2 september de Sedantag gevierd. De dag begon met tromgeroffel. 's Avonds werd het Sedanvuur ontstoken op de Sandberg en werd de dag afgesloten met bier en pretzels.

#### 20e eeuw

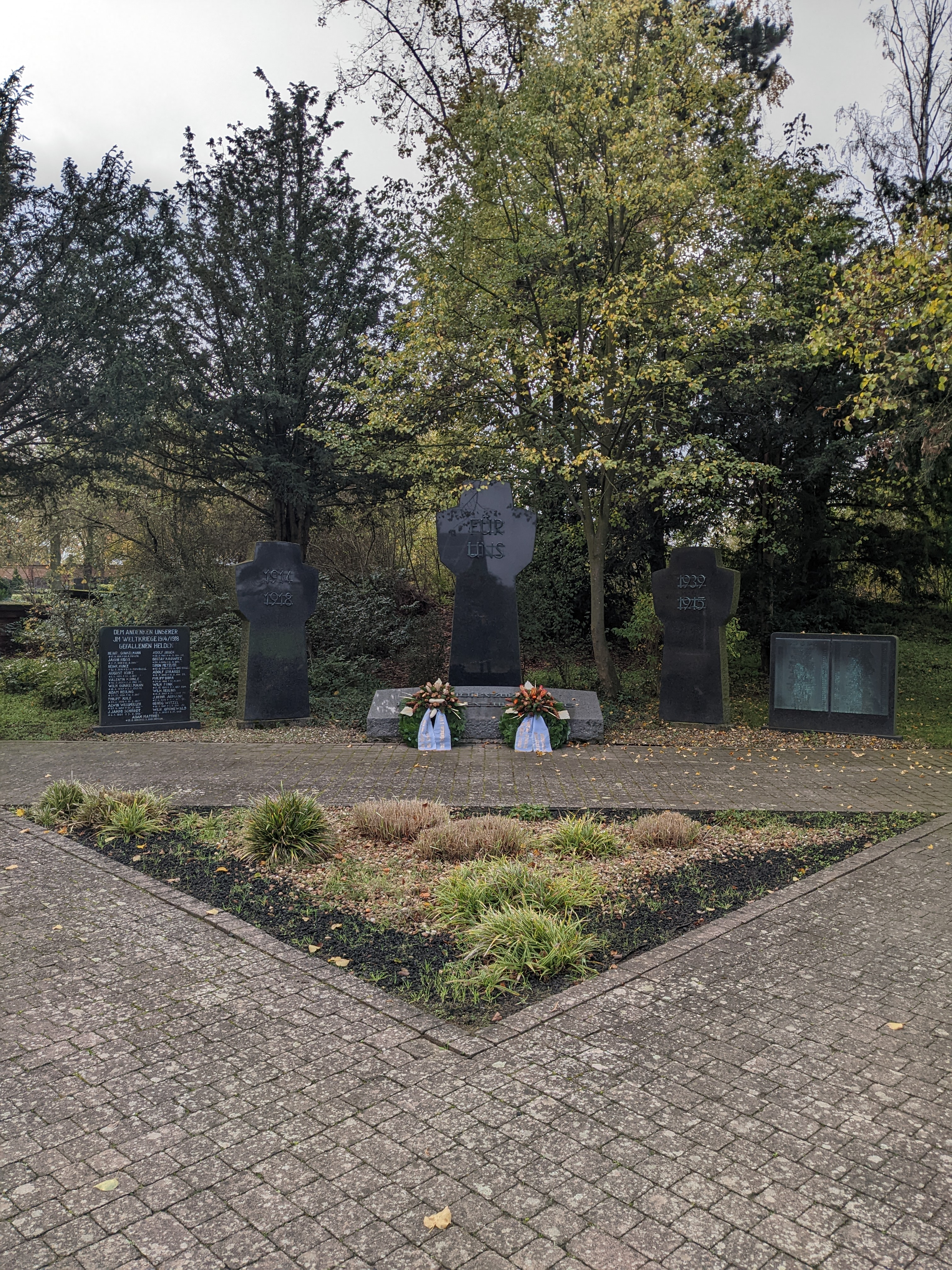
Gedenkteken voor de gesneuvelde soldaten van beide wereldoorlogen in Hergershausen

In het jaar 1914 begon de Eerste Wereldoorlog. Naar schatting namen ongeveer 100 inwoners van Hergershausen deel aan de gevechtshandelingen. Bij het einde van de oorlog in 1918 telde Hergershausen 21 gesneuvelden, waaronder ook een lid van de Joodse gemeenschap. Een monument ter nagedachtenis aan de gevallen soldaten staat tot op de dag van vandaag achter de begraafplaats in de straat Am Flurgraben. Als gevolg van de oorlog werd ook de laatste groothertog van Hessen, Ernst Ludwig, afgezet.

## Bevolking

### Bevolkingsstructuur 2011
Volgens de tellingen van de volkstelling in 2011 woonden er op de peildatum van 9 mei 2011 in Hergershausen 1968 inwoners. Hiervan waren 111 (5,6%) buitenlanders. Naar leeftijd waren er 381 inwoners onder de 18 jaar, 834 tussen 18 en 49, 420 tussen 50 en 64 en 333 inwoners waren ouder dan 64 jaar. De inwoners woonden in 822 huishoudens, waarvan 231 alleenstaande huishoudens, 249 paren zonder kinderen en 273 paren met kinderen waren, evenals 60 alleenstaande ouders en 9 woongroepen. In 141 huishoudens woonden uitsluitend senioren en in 582 huishoudens woonden geen senioren.

## Religie
In Hergershausen was er een filiaalkerk van de kerk van Dieburg, later van de Marienkirche in Münster. Het kerkpatronaat en daarmee ook het tiendrecht lag tot 1360 bij het aartsbisdom Mainz en daarna bij het Mainzer Domkapitel. De kerkelijke middenautoriteit was het aartsdiakonaat St. Peter en Alexander in Aschaffenburg, landdeken Montat. Met de Reformatie werd het dorp evangelisch-luthers. Vanaf 1711 werd de evangelische kerk van Hergershausen gebouwd in barokstijl en in 1712 ingewijd. De kerk behoort vandaag de dag tot de algemene kerkelijke gemeenschap Hergershausen-Sickenhofen in het dekenaat Vorderer Odenwald in de proosdij Starkenburg van de Evangelische Kerk in Hessen en Nassau.

### Joodse gemeenschap in Hergershausen

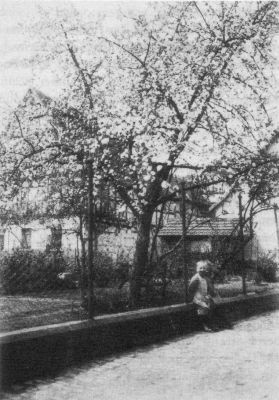
Synagoge Hergershausen 1925

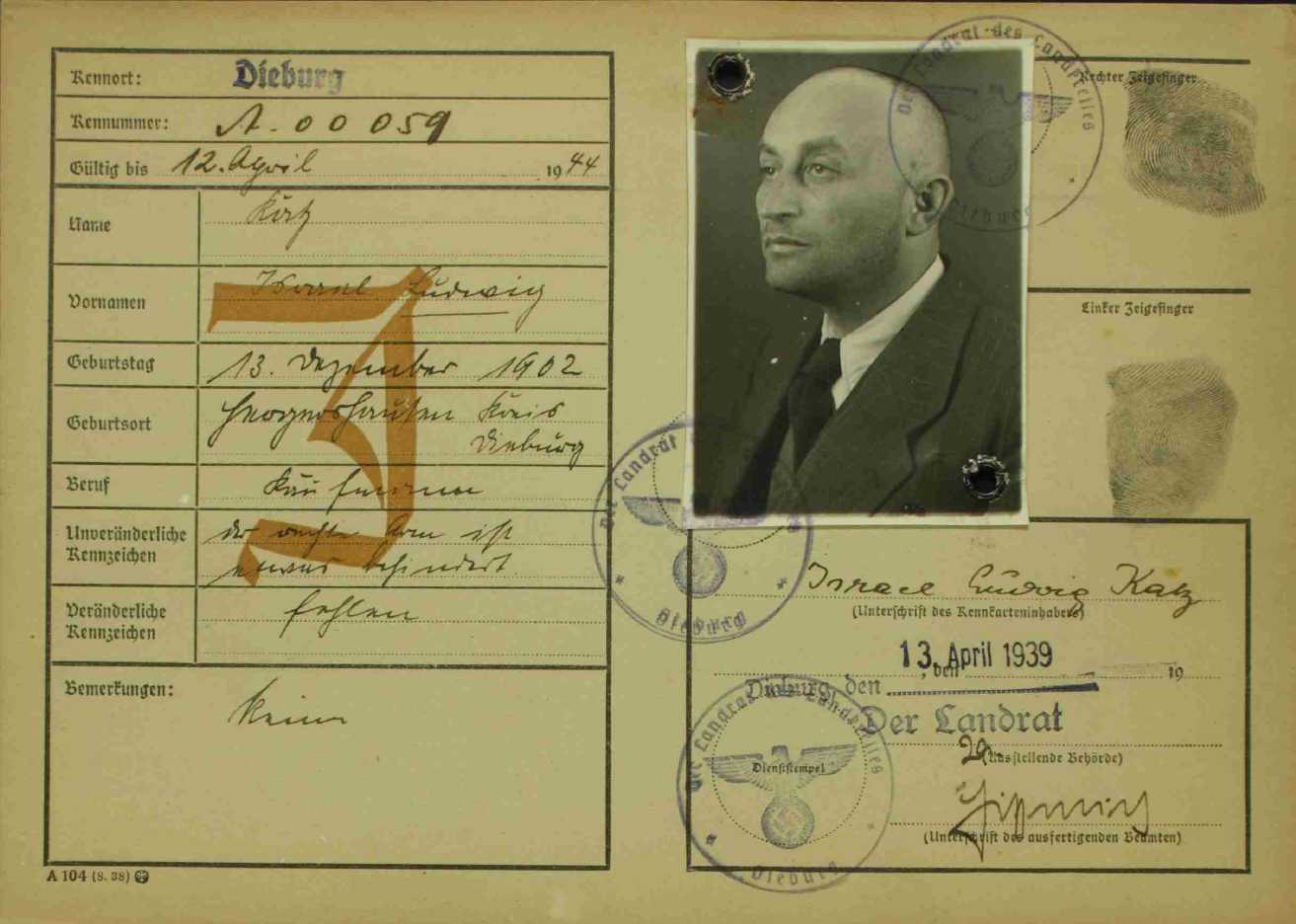
Identiteitskaart van de Hergershausen-jood Ludwig Katz, die op 14 september 1943 in Auschwitz werd vermoord

De eerste joodse families vestigden zich aan het begin van de 17e eeuw in Hergershausen. Hun aantal groeide gestaag, tot in de jaren 1830 met ongeveer 122 personen het hoogste aantal joden in Hergershausen woonde, wat ongeveer een vijfde van de totale bevolking was. Het aantal joden was echter al aan het einde van de 19e eeuw weer afgenomen. De Hergershäuser joodse gemeenschap bouwde een synagoge, die in september 1869 werd ingewijd en sindsdien werd gebruikt, tot ze in 1938 door SA-leden uit Starkenburg in de Reichspogromnacht werd platgebrand. Overleden joden werden niet op de Hergershäuser begraafplaats, maar op de joodse begraafplaats in Sickenhofen begraven. In de gemeenschap was een godsdienstleraar in dienst die zich zowel bezighield met religieuze taken als met administratieve taken. De gemeenschap maakte deel uit van het orthodoxe districtsrabbinaat Darmstadt. De joodse burgers van Hergershausen waren vooral actief als paarden- en veehandelaren, slagers of pluimveehouders. Rond de eeuwwisseling waren ze goed geïntegreerd in het dorpsleven en er zou tussen christenen en joden, met enkele uitzonderingen, een goede relatie hebben bestaan.
Zo herinnert de Hergershäuser jodin Herta Stern zich:
“Het gemeenschapsleven in Hergershausen was harmonieus, evenals de relatie met de christenen ter plaatse. We waren vroom, maar niet orthodox, we waren bewuste joden en leefden onder ons. Met Nieuwjaar wensten de christenen ons ook het beste, met Pesach kochten ze graag matzes, bij bruiloften en begrafenissen feliciteerde of condoleerde men elkaar.”

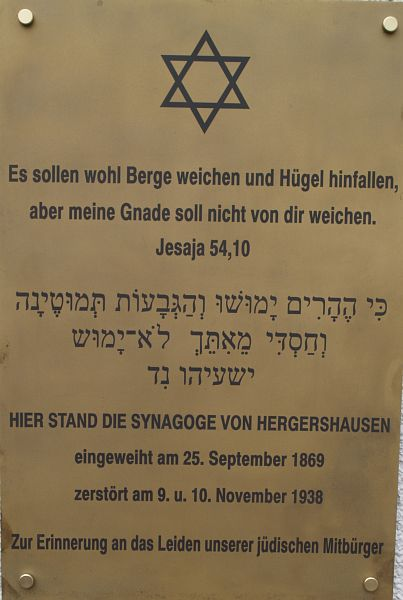
Gedenktafel an der Stelle der früheren Hergershäuser Synagoge

In de jaren 1930 verlieten talrijke Joden Hergershausen. Velen emigreerden naar de VS of verhuisden naar grote steden zoals Frankfurt am Main. Volgens de archieven van de Yad Vashem-gedenkplaats in Jeruzalem vielen 21 Joden uit Hergershausen ten prooi aan de Holocaust. Tegenwoordig herinnert een gedenkplaat in Hergershausen, die ter gelegenheid van de 50e verjaardag van de Novemberpogrom in 2006 op de plaats van de synagoge werd ingewijd, aan de synagoge en de Joodse gemeenschap.

### Historische religieuze achtergrond
- 1829: 510 lutherse (= 79,07%), 122 joodse (= 18,91%) en 13 katholieke (= 2,02%) inwoners
- 1961: 827 evangelische (= 73,91%), 279 katholieke (= 24,93%) inwoners

## Politiek
Voor Hergershausen bestaat een stadsdeel (gebieden van de voormalige gemeente Hergershausen) met een stadsdeelraad en stadsdeelvoorzitter volgens de Hessische gemeenteverordening. De stadsdeelraad bestaat sinds de gemeenteraadsverkiezingen van 14 maart 2021 uit twee leden van de SPD, 4 leden van de CDU en een lid van Bündnis 90/Die Grünen. De stadsdeelvoorzitter is Tanja Buia (CDU).

## Culturele evenementen en bezienswaardigheden

### Periodieke evenementen
- Juni/juli: Serenadeconcert van het orkest van TV Hergershausen in de Langfeldsmühle[12]
- Augustus: Vijverfeest van de Angelsportverein Hergershausen[13]
- Oktober: Volksfest Hergershäuser Kerb
- November/december (eerste adventsweekend): Kerstmarkt van de vrijwillige brandweer op de Dalles[14]
- 1-24 december: Levende adventskalender December: Lichtjesfeest van Herigar e.V.
- December (vierde adventszondag): Kerstconcert van het orkest van TV Hergershausen[15]

### Natuur en beschermde gebieden
Hergershausen beschikt samen met Münster, Altheim en Eppertshausen over het grootste deel van het ongeveer 400 hectare grote uiterwaardengebied "Hergershäuser Wiesen" aan de benedenloop van de Gersprenz. Sinds 1980 zijn er door de herinrichting van de Gersprenz, de omzetting van akkerland naar grasland, het opnieuw natter maken van delen en het aanleggen van poelen en greppels, onder andere vochtige en laagveenweiden gecreëerd, die elk jaar een hoge diversiteit aan soorten naar het uiterwaardenlandschap van de Hergershäuser Wiesen brengen. Voor veel vogelsoorten zijn de Hergershäuser Wiesen een ideale broed-, rust- en voederplaats geworden.

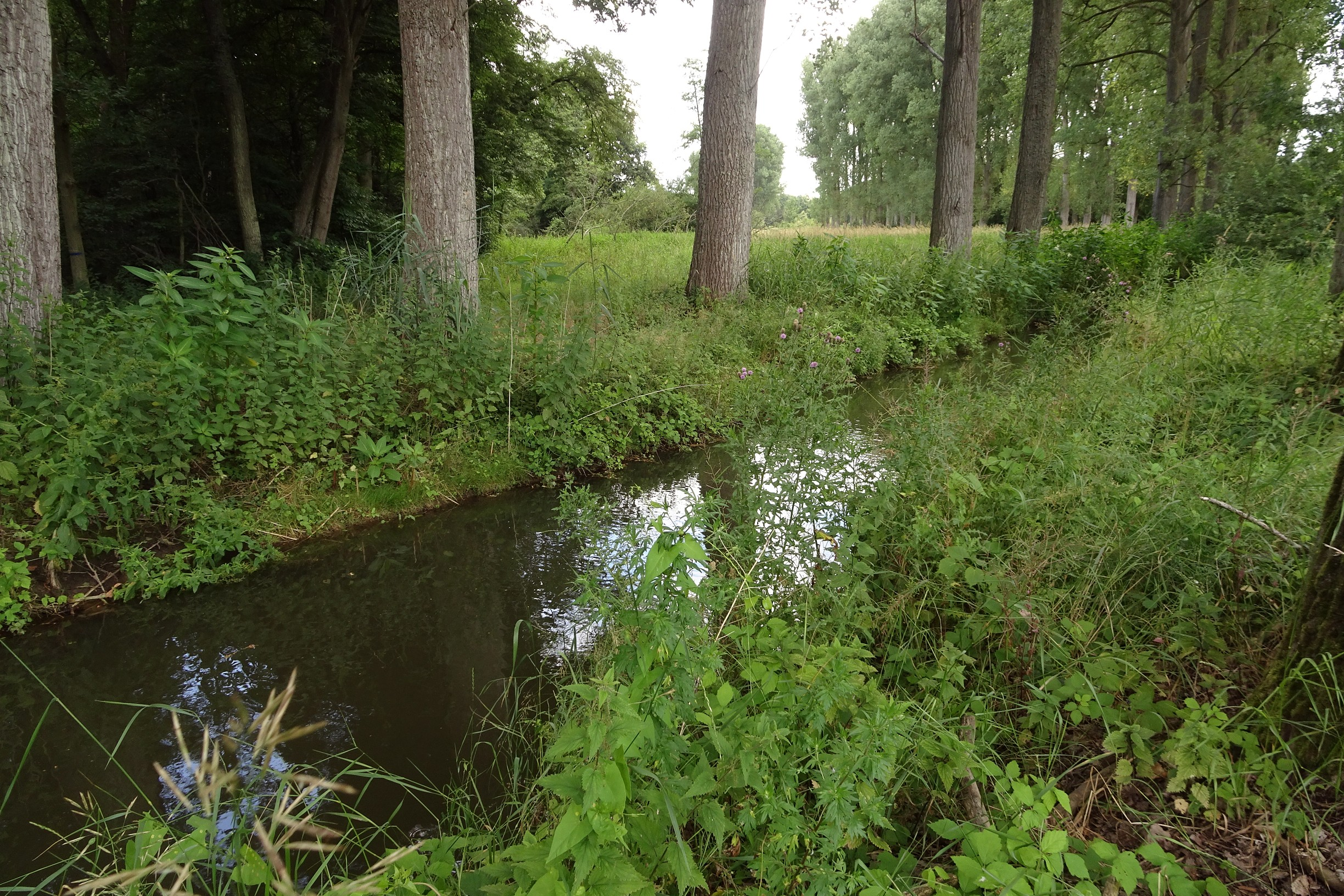
Brackenbruch bij Hergershausen

Hier bevinden zich het sinds 1984 bestaande natuurgebied (NG) "Die kleine Qualle von Hergershausen" en het in 1998 aangewezen NG "Auf dem Sand zwischen Hergershausen und Altheim". Ten noorden van Hergershausen ligt het NG "Brackenbruch bei Hergershausen" met vochtige weiden, wateren en natuurlijke bosbestanden. Deze drie beschermde gebieden zijn ingebed in de grotere Natura2000-gebieden "Untere Gersprenz" (FFH-gebied 6019-303) respectievelijk "Untere Gersprenzaue" (EU-vogelbeschermingsgebied 6119-401), deelgebied Hergershausen.
De Hergershäuser Wiesen bieden ongeveer 160 deels hoog gespecialiseerde plantensoorten, ongeveer 30 libellensoorten en 40 vlindersoorten een gevarieerde leefomgeving. Hier rusten kraanvogels, ganzen en kievitsscholen met tot wel 1000 dieren. Zeldzame vogels zoals de zijdeachtige reiger uit het zuiden, de krombekstrandloper of het drieteenstrandlopertje uit het noorden maken gebruik van de natte weiden als rustplaats. In de omliggende bossen zijn zwarte en rode wouwen en boomvalken te vinden. Voor zeldzame dieren zoals de watersnip, de dwergfuut, de grauwe gors en de zwarte roodstaart zijn de weiden broedplaatsen. Sinds 2000 broedt de ooievaar na 30 jaar weer in het gebied. Er werden ook 5 lepelaars, 2 zwarte sterns, een koppel raaf, en 11 koppels kauwen waargenomen. Vooral in het voorjaar zijn de Europese boomkikker en de kruisbek niet te missen. Zeldzame vlinders zoals de koninginnenpage en verschillende soorten blauwtjes kunnen worden waargenomen. In de weiden groeien weer knoopkruid, sleutelbloemen en de look-zonder-look. En sinds enkele jaren is de bever weer in de Gersprenzaue teruggekeerd. Het gebied zelf kan worden verkend via goed ontwikkelde wandel- en fietspaden en aangelegde uitkijkpunten.

### Stadsbeeld
De evangelische kerk domineert het dorpsbeeld. Meer dan 20 vakwerk- en boerderijhuizen in het oude deel van Hergershausen zijn geclassificeerd als cultureel erfgoed onder de Hessische Monumentenwet en genieten wettelijke bescherming. In de wedstrijd "Unser Dorf hat Zukunft" (Ons dorp heeft toekomst) won het dorp in 2005 een medaille.

## Economie en infrastructuur
Hergershausen heeft een halte aan de Rhein-Main-spoorlijn in het gedeelte tussen Darmstadt Hauptbahnhof en Aschaffenburg Hauptbahnhof. Vroeger was het een station, maar werd het op 1 mei 1899 alsnog op de route aangelegd[46] en in 1900 achteraf uitgerust met twee wissels en seinhuizen.
Hergershausen is ook verbonden met zijn drie haltes op buslijn BA1 met Babenhausen en de andere babenhäuser plaatsen Sickenhofen, Harpertshausen en Langstadt, evenals met Schaafheim.
De Bundesstraße 26 loopt op ongeveer 500 meter van het dorp en is verbonden via een provinciale weg.
De Zweckverband Gruppenwasserwerk Dieburg heeft zijn hoofdkantoor in het waterwerk van Hergershausen.